# Timothie Zali
Timothie Vinson Zali (* 23. Januar 1998 in Yverdon-les-Bains) ist ein Schweizer Fussballspieler.

## Karriere
Zali spielte in den Nachwuchsteams des Teams Vaud, ab 2016 für die U-21. 2017 wechselte er zum FC Bavois, wo er für vier Saisons blieb. 2018 wurde er für kurze Zeit an Azzurri Lausanne ausgeliehen. 2021 heuerte er beim FC Rapperswil-Jona an, den er in der Winterpause verliess. Im Januar 2022 wechselte Zali zum FC Wil. Im Februar 2022 debütierte er auswärts gegen den FC Thun. Im Januar 2023 wechselte Zali in die USA zu New Mexico United. Er wurde für ein halbes Jahr an Las Vegas Lights in der USL Championship ausgeliehen und konnte dort einige Partien absolvieren. Seit Dezember 2023 ist Zali vereinslos.